# Iașu
Iașu (węg. Jásfalva) – wieś w Rumunii, w okręgu Harghita, w gminie Ulieș. W 2011 roku liczyła 48 mieszkańców.